# 피어너 대계
피어너 대계(아일랜드어: Fhiannaíocht 피어니흐트, 영어: Fenian Cycle 피니언 사이클[*]) 또는 오신 대계(Ossianic Cycle)는 영웅 핀 막 쿠월과 그를 따르는 피어너 전사들을 중심으로 한 이야기로, 아일랜드 신화의 4가지 대계 중 하나이다. 시간상으로는 신화 대계, 얼스터 대계의 뒤에 위치하며, 열왕 대계의 앞에 위치한다. 즉 세 번째 대계이다.
시대적 배경은 코르막 막 아르트가 아르드리의 위에 올라 있을 때로, 《에린 침략의 서》에 따르면 기원후 2세기, 제프리 키팅과 《에린 왕국 연대기》에 따르면 기원후 3세기 초중반, 《울라 연대기》에 따르면 기원후 4세기 중반이다. 바로 앞인 얼스터 시대와는 약 2백 ~ 4백 년 정도의 시간 차이가 난다.

## 줄거리
코르막 막 아르트가 에린의 지고왕이던 시절에, 코르막 지고왕이 왕국을 보호하기 위해 씨족들간의 연합체로서 피어너를 결성했다. 이 피어너의 양대 세력은 쿠월이 이끄는 바스크너씨(Clan Bascna)와 골 막 모르너가 이끄는 모르너씨(Clan Morna)였다. 또 피어너의 회계 담당인 리어흐 루어크라도 모르너씨에 속했다. 크녹(Knock)에서 벌어진 전투 때 모르너씨가 쿠월을 죽였고, 마스크너씨의 보물상자가 약탈되었다. 쿠월의 아내 미르너는 살아남아 멀리 도망가 아들을 하나 낳았다. 아들의 이름은 더이니(Deimne)로, 여전사 리어흐 루어크라(앞의 리어흐와는 동명이인)와 여드루이드 보그말의 보살핌을 받았다. 미르너는 키어리의 왕과 재혼했다.

### 핀 막 쿠월의 출세
더이니는 아름다운 머리카락을 가졌기에 아름답다는 뜻의 "핀(Fionn)"을 이명으로 얻게 되었다. 장성한 핀은 생부의 복수를 하기 위한 길을 떠났다. 핀은 리어흐 루어크라를 찾아 죽이고 보물상자를 되찾은 뒤 상자의 내용물을 크녹 전투에서 생존한 재향군인들에게 나눠주었다. 그 뒤 시인 핀 에케스 밑에서 공부를 하다가 실수로 지식의 연어를 먹게 되었다. 그러자 타라의 지고왕 왕좌부로 불려가 세 가지 혹독한 시련을 견뎌내고 자신을 증명해 보였다. 그 증명이 이루어지자 핀은 바스크너씨의 당주가 되었다.

### 핀 막 쿠월과 알렌 막 미드그너
매해 사완 때마다 알렌 막 미드그너라는 귀신이 나타나 타라 일대를 공포에 떨게 했다. 알렌이 연주하는 수금 소리를 들은 전사들은 모두 무력화되었다. 핀은 마법 처리가 된 창을 사용하여 그 음악의 효과에서 면역될 수 있었고, 귀신을 죽였다. 그 공적으로 핀은 골을 밀어내고 피어너 전체의 두령이 되었다. 골은 핀에게 충성을 맹세했다.

### 핀 막 쿠월의 처자식
어느 날 핀이 사냥을 하다 새끼사슴을 잡았는데, 핀의 두 사냥개 브란과 스콜랑이 사슴을 죽이지 못하게 막았다. 그날 밤, 새끼사슴이 아름다운 여인으로 변신했다. 여인은 자기 이름이 사이브이며, 페르 데레크(Fer Doirich)라는 드루이드의 마법에 걸려 사슴이 되어있었다고 했다. 핀의 거점인 알마너 둔 안에서는 마법이 통하지 않았기에, 사이브는 그 안에서는 안전하게 보호받을 수 있었다. 그리고 둘은 결혼을 했다. 얼마 뒤, 핀이 침략자들을 쫓아내러 나가고 사이브는 둔에 남아 있는 사이, 페르 데레크가 핀으로 둔갑하여 사이브를 둔 밖으로 꾀어냈다. 그리고 둔 밖에 발을 딛자마자 사이브는 다시 사슴이 되어 버렸다. 핀은 사이브를 백방으로 찾아다녔지만 찾지 못하고, 사슴이 키웠다는 오신이라는 사내아이만 발견했다. 오신은 훗날 전사이자 음유시인으로 대성하지만, 사이브는 영영 볼 수 없었다.

### 핀 막 쿠월과 디어머드 우어 두브너
피어너 대계에서 가장 유명할 부분이다. 세월이 흘러 핀도 늙었을 때에 코르막 지고왕이 자기 딸 그라너에게 새장가를 들라고 중매했다. 하지만 그라너는 핀 휘하의 페니드 중 한 명인 젊은 디어머드 우어 두브너에게 반했다. 그라너와 디어머드는 야반도주했고, 핀이 둘을 뒤쫓았다. 디어머드의 양아버지인 앙구스 신이 두 사람을 돕고 있었기에 두 사람은 계속 잡히지 않았다. 결국 핀은 두 사람의 결합을 인정해주는 것으로 합의를 봤다. 하지만 몇 년 뒤, 핀이 디어머드를 대동하고 멧돼지 사냥을 나갔을 때, 디어머드가 멧돼지에게 큰 부상을 입어 피를 흘리고 죽어가게 되었다. 핀의 손을 거친 물을 마시는 것은 치유의 효과가 있었기에 핀이 손에 물을 떠 왔다. 하지만 핀은 손가락 사이를 성기게 벌려서 냇가와 디어머드 사이를 왕복하는 동안 물이 모두 새버리게 만들었다. 보다못한 핀의 손자 오스카르가 당장 디어머드에게 물을 주라고 위협했다. 그러나 핀이 물을 갖고 돌아왔을 때 디어머드는 이미 죽어 버렸다.

### 핀 막 쿠월의 피살: 가우러 전투
오신의 탄생 이야기와 가우러 전투 이야기 사이는 매우 많은 이야기가 있어서 짧게 요약하기가 곤란하다.
아무튼 세월이 흘러 코르막 지고왕이 죽었다. 코르막의 아들 카르브러 리페하르는 피어너가 보호세를 받아가는 것을 혐오하여 피어너를 없애고자 했다. 카르브러는 코르막의 피어너 체제에 불만이 있던 다른 군장들을 모아다가 군사를 일으켰고, 핀을 따르던 전사들 대부분이 이 때 죽었다. 모르너씨의 골은 맹세를 깨고 카르브러의 편에 서 바스크너씨를 공격했다. 일부 기록에서는 전투 와중에 핀이 5대 1로 몰려 결국 참살당했다고 한다. 다른 기록에서는 핀을 죽인 것이 아클레크 막 두브드렌이라고도 한다. 어느 판본이든 오신과 칼테를 비롯한 스무 명만 겨우 살아남고, 핀 막 쿠월을 비롯한 나머지 페니드들은 몰살당한다는 내용을 공유한다.

## 참고 자료
1차 사료
- Campbell, J.F., Leabhar na Feinne. 1872
- Mac Neill, Eoin and Gerard Murphy (ed. and trans.). Duanaire Finn: The Book of the Lays of Fionn. 3 vols. Irish Texts Society 7, 28 and 43. London, 1908–53.
- Meyer, Kuno (intro, ed. and tr.). Fíanaigecht, being a Collection of Hitherto Unedited Irish Poems and Tales Relating to Finn and his Fiana, with an English Translation. Todd Lecture Series 16. Dublin: Dublin Institute for Advanced Studies, 1910.
- Ross, Neil, Heroic Poetry from the Book of the Dean of Lismore. Scottish Gaelic Texts Society, 1939

2차 자료
- Carey, John (ed.). Duanaire Finn: Reassessments. Irish Texts Society Supplementary Series 13. London, 2003.
- Dooley, Ann. "The Date and Purpose of Acallam na Senórach." Éigse 34 (2004): 97–126.
- McCone, K.R. "Werewolves, Cyclopes, Díberga and Fíanna: Juvenile Delinquency in Early Ireland." Cambridge Medieval Celtic Studies 12 (1986): 1–22.
- MacCana, Proinseas. "Fianaigecht in the Pre-Norman Period." Béaloideas 54–55 (1986–87): 75–99.
- Meyer's introduction in Fianaigecht (see above).
- Murphy, Gerard. The Ossianic Lore and Romantic Tales of Medieval Ireland: Fianaíocht agus Rómánsaíocht. Cork, 1955. Revised by Brian Ó Cuív (2d edn), Irish Life and Culture 11. Cork, 1971.
- Nagy, Joseph Falaky. The Wisdom of the Outlaw: The Boyhood Deeds of Finn in Gaelic Narrative Tradition. Berkeley and Los Angeles, 1985.
- Murray, Kevin, The early Finn Cycle, Dublin: Four Courts Press, 2017.
- Flahive, Joseph J., The Fenian Cycle in Irish and Scots-Gaelic literature, Cork Studies in Celtic Literatures 1, Cork: Cork University Press, 2017.